# 吉尼獎
吉尼獎（Genie Awards）是加拿大電影及電視學院（Academy of Canadian Cinema and Television）所頒發的獎項，授予年度最佳加拿大電影。從1949年到1979年，該獎被命名為加拿大電影獎（Canadian Film Awards）。1980年，該獎更名為吉尼獎。
2012年，加拿大電影和電視學院宣布，吉尼獎將與雙子座獎合併，形成一個新的獎項，稱為加拿大螢幕獎（Canadian Screen Awards）。

## 外部連結
- Official website （页面存档备份，存于）
- Academy of Canadian Cinema and Television（页面存档备份，存于）